# Cassimir og Isabella
Cassimir og Isabella er en dansk kortfilm fra 1967 med instruktion og manuskript af Thomas Kragh.

## Handling
En lille burlesk filmballade om to unge forelskede mennesker, Cassimir og Isabella, hvis store kærlighed til cykling blev deres ulykke - eller i hvert fald hans.